# Dégelis
Dégelis är en stad (kommun av typen ville) och tätort (centre de population) i den kanadensiska provinsen Québecs östra del, precis vid gränsen till provinsen New Brunswick. Den grundades 1880 som en befästning vid namn Sainte-Rose-du-Dégelé och var till för att försvara den kanadensiska gränsen från den amerikanska armén.[källa behövs] Den 13 december 1969 blev den stad och fick namnet Dégelis.
Den breder sig ut över 557 kvadratkilometer (km2) stor yta och hade en folkmängd på 2 884 personer i kommunen vid den nationella folkräkningen 2021.